# マルマンストア
株式会社マルマンストアは、東京都中野区に本社を置くスーパーマーケットである。

## 概要
1950年、柳萬治が原宿で精肉店を創業し、1972年にスーパーマーケット部門を設立。
オール日本スーパーマーケット協会（AJS）に加盟。
「肉の丸萬」として飲食店や学校給食（中野区、杉並区、新宿区）、介護施設、病院、学生寮などに食肉を中心として卸売も行っている。

## 沿革
- 1950年 - 原宿に精肉専門店開業。
- 1952年 - 中野に精肉専門店開業。
- 1962年3月 - 会社設立、卸売センターを併設。
- 1972年 - スーパーマーケット部門を設立。
- 1992年 - 資本金を2億7,230万円に増資。
- 1993年 - マルマンストアサポートセンター（物流センター）を開設。
- 2006年 - 南新宿店開店。
- 2008年 - 日暮里店開店。
- 2010年 - 日本橋馬喰町店開店。
- 2014年 - 椎名町店開店。
- 2017年 - 江古田駅南口店開店。

## 店舗
- 代々木八幡店[8]
- 中野店[9]
- 参宮橋店[10]
- 江古田店[11]
- 南新宿店[12]
- 日暮里店[13]
- 日本橋馬喰町店[14]
- 椎名町店[15]
- 江古田駅南口店[16]
- 肉の丸萬卸売市場（精肉直売店）[17]